# Sölvesborgs tingsrätt
Sölvesborgs tingsrätt var en tingsrätt i Blekinge län. Sölvesborgs tingsrätts domsaga omfattade Olofströms kommun och Sölvesborgs kommun. Domsagan låg under Hovrätten över Skåne och Blekinge. Tingsrätten hade kansli i Sölvesborg. Tingsrätten med dess domsaga uppgick 2001 i Blekinge domsaga.

## Administrativ historik
Vid tingsrättsreformen 1971 bildades denna tingsrätt i Sölvesborg från häradsrätten för Listers och Sölvesborgs domsaga som var placerad där. Domkretsen bildades av Listers och Sölvesborgs domsaga. Namnet var till 1975 Listers och Sölvesborgs tingsrätt och Listers och Sölvesborgs domsaga. 
Den 1 juli 2001 uppgick denna tingsrätt och domsaga i Blekinge domsaga.

## Lagmän
- 1971-1979: Gösta Klementsson (tillförordnad till 1974)
- 1979-1984: Rune Lindgren
- 1985-1991: Jarl-Inge Svensson
- 1991-2000: Bengt Tancred vikariat till 1993
- 2000-2001: Peter Rosén